# HD 13931 b
HD 13931 b，或稱為HIP 10626 b，是一個環繞黃矮星HD 13931的系外行星，距離地球約144光年，位於仙女座。

## 概述
該行星軌道週期11.55年，距離母恆星平均距離5.15天文單位。該行星的軌道離心率為0.02，與地球軌道相當。該行星距離母星距離在5.05到5.25天文單位之間變化。HD 13931 b是使用凱克天文台的攝譜儀以徑向速度量測方式於2009年11月13日發現。